# Joe Reekie
Joseph James „Joe“ Reekie (* 22. Februar 1965 in Victoria, British Columbia) ist ein ehemaliger kanadischer Eishockeyspieler. Der Verteidiger bestritt zwischen 1982 und 2001 insgesamt über 900 Spiele für fünf Teams in der National Hockey League, den Großteil davon für die Washington Capitals, mit denen er 1998 das Endspiel um den Stanley Cup erreichte.

## Karriere

### Anfänge
Joe Reekie wurde in der Provinz British Columbia geboren, begann seine Juniorenkarriere allerdings in Ontario, wo er unter anderem für die Nepean Raiders und die Pembroke Lumber Kings aktiv war. Nachdem er 1982 in der Priority Selection der Ontario Hockey League (OHL) an 143. Position von den North Bay Centennials ausgewählt worden war, lief er fortan in dieser höchsten Nachwuchsspielklasse der Region auf. Nach seiner ersten OHL-Saison berücksichtigten ihn die Hartford Whalers im NHL Entry Draft 1983 an 124. Stelle, bevor ihn die Centennials im Oktober 1983 innerhalb der Liga im Tausch für Scott Birnie an die Cornwall Royals abgaben. In Cornwall steigerte der Abwehrspieler seine persönliche Statistik in der Spielzeit 1984/85 deutlich auf 82 Scorerpunkte aus 65 Spielen, sodass er im NHL Entry Draft 1985 erneut von den Buffalo Sabres an 119. Position ausgewählt wurde, da ihn die Hartford Whalers bisher nicht unter Vertrag genommen hatten.
Anschließend wechselte Reekie in die Organisation der Sabres, bei denen er sich Laufe der folgenden vier Spielzeiten allerdings nie endgültig in der National Hockey League (NHL) etablieren konnte. Vorerst wurde er hauptsächlich bei deren Farmteam, den Rochester Americans, in der American Hockey League (AHL) eingesetzt, bevor er große Teile der Saisons 1987/88 und 1988/89 aufgrund einer Knieverletzung verpasste.

### NHL
Schließlich transferierten ihn die Sabres im Juni 1989 im Tausch für ein Sechstrunden-Wahlrecht im NHL Entry Draft 1989 zu den New York Islanders. Bei den Isles wurde der Verteidiger nur noch sporadisch zu den Farmteams geschickt und erhielt mehr Einsatzzeit in der NHL, bevor ihn die neu gegründeten Tampa Bay Lightning im NHL Expansion Draft 1992 verpflichteten. Nach eineinhalb Jahren in Florida sandten ihn die Lightning im März 1994 zu den Washington Capitals und erhielten im Gegenzug Enrico Ciccone, ein Drittrunden-Wahlrecht im NHL Entry Draft 1994 sowie ein weiteres konditionales Draft-Wahlrecht. Bei den Capitals verbrachte der Kanadier in der Folge den größten Teil seiner Karriere, so absolvierte er in den folgenden knapp acht Jahren über 500 Spiele für das Team. Den größten Erfolg dieser Zeit markierte das Erreichen des Stanley-Cup-Endspiels 1998, in dem die Mannschaft jedoch den Detroit Red Wings deutlich mit 0:4 unterlag.
Im Januar 2002 gaben ihn die Capitals im Tausch für ein Viertrunden-Wahlrecht im NHL Entry Draft 2002 an die Chicago Blackhawks ab, bei denen Reekie die Saison und in der Folge auch seine aktive Laufbahn beendete. Insgesamt hatte er 953 NHL-Spiele absolviert und dabei als klassischer defensiv orientierter Abwehrspieler 171 Scorerpunkte erzielt. Nach dem Ende seiner Laufbahn war er zeitweise als TV-Experte an Übertragungen der Capitals bei Comcast SportsNet beteiligt.

## Karrierestatistik
(Legende zur Spielerstatistik: Sp oder GP = absolvierte Spiele; T oder G = erzielte Tore; V oder A = erzielte Assists; Pkt oder Pts = erzielte Scorerpunkte; SM oder PIM = erhaltene Strafminuten; +/− = Plus/Minus-Bilanz; PP = erzielte Überzahltore; SH = erzielte Unterzahltore; GW = erzielte Siegtore; 1 Play-downs/Relegation; Kursiv: Statistik nicht vollständig)